# Савинцівська сільська рада
Савинцівська сільська рада — колишній орган місцевого самоврядування у Миргородському районі Полтавської області з центром у c. Савинці.

## Населені пункти
Сільраді були підпорядковані населені пункти:
- c. Савинці
- с. Зелений Кут
- с. Олефірівка
- с. Семеренки